# Bastiano da Sangallo
Pour les autres membres de la famille, voir Da Sangallo.
Bastiano da Sangallo dit l'Aristotele (1481 - 31 mai 1551) est un peintre, un sculpteur et un scénographe florentin, qui a été l'élève de Michel-Ange.

## Biographie
Selon Giorgio Vasari, Bastiano da Sangallo naît à Florence en 1481 de l’union de Lorenzo di Antonio di Andrea farsettaio et de Maddalena Giamberti. 
Bastiano da Sangallo est le neveu de la mère de l'illustre Giuliano da Sangallo et d'Antonio da Sangallo le Vieux.
Si un croquis d’architecture de la basilique de la sainte Maison de Lorette issu du Codex de Lille pourrait nous laisser penser qu’il assiste Giuliano da Sangallo dans son chantier de la coupole de Lorette en 1500, c’est comme élève de Pietro Perugino que sa période de formation nous est connue. Il l’aide notamment à peindre la table de la Déposition sur le maître-autel de la basilique de la Santissima Annunziata à Florence, que le maître ombrien a terminée entre le 5 août 1505 et octobre 1507. 
Au cours de cette même période, il exécute une copie du carton dessiné par Michel-Ange pour la fresque de la bataille de Cascina dans le palais de la Signoria à partir de laquelle, plusieurs années plus tard, en 1542, et sur les conseils de Giorgio Vasari, son ami, il fabriquera une peinture à l’huile qu’il enverra en cadeau au roi de France, François Ier (aujourd’hui à Holkham Hall, Coll. du Comte de Leicester).
Il devient ami avec Raphaël lors de son premier séjour à Florence, entre 1504 et 1507. 
Durant l’été 1508, il est appelé par Michel-Ange parmi les six peintres qui l’auraient aidé, dans les travaux de la chapelle Sixtine, ce, jusqu’à la fin de l’année suivante. 
Bastiano, qui était le plus jeune, aurait ensuite toujours maintenu de bonnes relations avec le maître florentin. 
Dans les années suivantes, toujours à Rome, il exécute des dessins en perspective pour le compte de Bramante et, par l’intermédiaire de Giannozzo Pandolfini, évêque de Troie, il reprend les relations avec Raphaël en fréquentant la maison et en réalisant une copie de sa Madone de Lorette, entre 1511 et 1513, dont l’originale fut peinte pour l’église Santa Maria del Popolo. Est-ce la copie qui se trouvait encore en 1773 dans la basilique de la Santa Casa ?
De retour à Florence, en novembre 1515, à l’occasion de l’entrée solennelle du pape Léon X et en collaboration avec Baccio da Montelupo et Iacopo da Pontormo, Bastiano da Sangallo réalise un arc quadrifrontal à caractère éphémère dédié à la vertu théologale de la Foi conçu par Francesco Granacci, et peint en perspective une représentation très réaliste de la porte de Badia. 
Il fait partie, au cours de ces années, de la Compagnia del Paiolo, une joyeuse brigade formée d’artistes florentins. 
En 1518, dans le palais Médicis, en collaboration avec Ridolfo Ghirlandaio et avec Franciabigio, il prit soin des appareils et des scènes pour les représentations théâtrales organisées à l’occasion des noces du duc d’Urbino, qui incluraient probablement une perspective représentant Florence destinée à la première représentation de la Mandragore de Nicolas Machiavel.
En 1519, il peint des portraits, vraisemblablement de notables florentins, de nombreuses représentations de la Vierge et des copies d’œuvres de Raphaël - comme le portrait de Laurent duc, c’est-à-dire de Laurent II de Médicis duc d’Urbino, terminé avant le 5 février 1518 et copié par Bastiano peut-être autour de septembre de la même année. 
Il a également réalisé des copies de Michel-Ange, parmi lesquelles deux grandes toiles représentant Le Péché originel et La Chasse du Paradis terrestre tirées de la dernière phase des fresques de la voûte Sixtine. 
Beaucoup de ces peintures furent envoyées en Angleterre, mais à Florence le succès dut être faible, et donc Bastiano préféra se consacrer davantage aux décors et à l’architecture. 
En 1520, Bastiano est fait membre de la Guilde de saint Luc, corporation qui réunit les peintres florentins. 
Avec Andrea del Sarto, Bastiano réalise en 1525 les décors pour la Mandragola, et pour la Clizia de Machiavel. La même année, de retour à Rome, Bastiano commence à prêter une aide occasionnelle dans la Fabrique de Saint-Pierre, où son frère Giovan Francesco, en plus d’être intendant des travaux, fournit des matériaux de construction.
Mais, après le sac de Rome, le chantier de la nouvelle basilique avance lentement, et cela conduit Bastiano à rentrer à Florence, où, après la mort de son frère Giovan Francesco (1530), qui en avait été le directeur des travaux, Il reprend le rôle pour l’achèvement du palais conçu par Raphaël pour Giannozzo Pandolfini et commencé dix ans plus tôt.
En 1531 et dans les années suivantes, il continue l’activité de scénographe, en préparant peut-être en 1531 la scène pour La violazione di Tamar, tragicomédie de Giovan Maria Primerani mise en scène par la compagnie des Enfants de la Purification « face à Saint Marc » , et, en 1533, l’appareil pour le Joseph accusé, du même auteur, représenté pour le duc Alexandre dans la loge du jardin des Médicis de S. Marco : une scène enrichie de colonnades, niches, statues, de nature à suggérer une interprétation de la columnatio décrite par Vitruve. 
En 1536, il dirige la préparation de l'Aridosia di Lorenzino de' Medici.
Sa scénographie de la comédie Il commodo d'Antonio Landi, en 1539, est particulièrement marquante. Elle montre l’importance prise par la perspective scientifique dans la scénographie de la Renaissance. Le décor représente une perspective de Pise, avec « le Campanile et la Coupole du Baptistère dominant les façades des palais entrecoupées de rues. » L’usage de la perspective facilite la compréhension du spectateur, en unifiant le décor de la scène, mais elle valorise aussi la personne du Prince, puisque toutes les lignes de fuite de la perspective convergent vers le trône ducal. 
La même année, il dirige la construction d'une installation théâtrale pour fêter le mariage entre Cosme ler de Médicis et Éléonore de Tolède, avec des spectacles somptueux, dans la cour du palais Médicis.
Le 27 juin 1543, Claudio Tolomei écrit à Raineri, poète et secrétaire de Pier Luigi Farnese, lui demandant de faire en sorte que Bastiano succède au défunt Giovanni Mangone pour exécuter des estimations de travaux pour le compte de la Chambre apostolique, Le décorateur avait de l’expérience. Bastiano obtient en effet la charge et, entre juillet 1543 et janvier 1547, Il estime entre autres une partie imprécise des travaux accomplis dans l’un des palais apostoliques de Rome et des ouvrages de maçonnerie et de bois pour l’aménagement de l’appartement du pape Paul III au Château Saint-Ange, et suit l’état d’avancement du chantier de la forteresse de Civitavecchia.  
Entre-temps, à Rome, en 1546, il réalise dans un palais appartenant à Roberto Strozzi une scène provisoire durant la période de carnaval et, entre juillet et le 13 novembre, il fait une scène fixe pour le cardinal Alessandro Farnese dans l’une des salles du palais de la Chancellerie. 
La nouvelle selon laquelle Michel-Ange l’aurait voulu comme collaborateur dans l’installation du Capitole, peut-être pour diriger les travaux de l’escalier du palais sénatorial, devrait se référer à 1547. Cette année-là, cependant, Bastiano résidait, désormais définitivement, à Florence, où, en tant qu’ingénieur attaché au bureau des capitaines, une charge publique qui le vit probablement engagé avec Niccolò Tribolo dans les travaux pour la villa médicéenne de Castello, a vécu les dernières années de sa vie. 
Le 21 mars 1551, il fit un testament et mourut le 31 mai de la même année. 
Considérations générales
Vasari affirme que Bastien obtint le surnom d’Aristote pour son sérieux dans la conversation et pour une certaine ressemblance avec un ancien portrait sculptural du philosophe. Claudio Tolomei le considérait comme diligent, pratique et bon. Se déplaçant entre Florence et Rome, et faisant partie de la famille des Sangallo, Bastiano put jouir tout au long de sa vie de l’amitié et de l’estime des plus grands artistes de son temps, en restant au courant des principales nouveautés dans le domaine artistique.
Son plus grand mérite reste donc lié à l’inventivité et à la capacité technique démontrées dans la création des appareils de fête et, surtout, dans les décors, dans lequel il introduisit pour la première fois dans l’ère moderne des scènes changeantes par l’utilisation des périactes et une scène pour l’orchestre distincte de celle de l’action théâtrale.